# Sasa duplicata
Sasa duplicata là một loài thực vật có hoa trong họ Hòa thảo. Loài này được W.T.Lin & Z.J.Feng miêu tả khoa học đầu tiên năm 1992.